# 女子高生コンクリート詰め殺人事件 -壊れたセブンティーンたち
『女子高生コンクリート詰め殺人事件 ～壊れたセブンティーンたち～』（じょしこうせいコンクリートづめさつじんじけん こわれたセブンティーンたち）は、1995年のビデオ映画。
女子高生コンクリート詰め殺人事件を題材にした青春猟奇犯罪映画。元々劇場用ではなく、 ビデオ安売王をフランチャイズ展開していた日本ビデオ販売（倒産）がオリジナルビデオとして製作した幻の映画で、現在では入手困難となっている。監督は松村克弥。日本ビデオ販売会長であった佐藤太治が事件に憤慨し制作にこだわって、可能な限り事実に基づき構成したフィクションドラマとしており、誇張することなく慎重に表現し、問題提起を行うものだと冒頭で説明している。
2021年7月24日、制作した佐藤が現存するVHSテープを基に、自身のYouTubeチャンネルで配信開始。
準主演に無名時代の北川悠仁（のちに「ゆず」を結成）が出演している。
被害者役の佐々木舞はジュニアアイドルの佐々木舞とは同姓同名の別の女優である。
この作品とは無関係に、同じ事件を題材にして「少年の犯罪」と「コンクリート」が映画化されている。

## キャスト
- ストーリーテラー・ナレーション：篠井英介
- 少年A：根岸大介
- 少年B：浜口啓二
- 少年C：北川悠仁
- 少年D：細川充
- 被害者：佐々木舞
- 少年Cの父：斉藤暁
- 少年Cの母：芹明香
- 少年Aの母：小川美那子
- 少年Aの子供時代：北條貴彦（子役）
- 岩瀬威司
- 坂本敬司
- 中矢光宣
- 五木田剛
- 菊地龍
- エキストラ：鳳プロ/東京宝映

## スタッフ
- 監督：松村克弥
- 製作総指揮：佐藤太治（発売元：日本ビデオ販売会長）
- 脚本：太田隆文 、松村克弥
- 音楽：篠原敬介
- 企画協力：近藤晋
- 資料協力：黒沼克史 、藤井誠二
- 擬斗：二家本辰己
- スタント：日和佐裕子、所博昭
- 制作・著作：東京計画
- 発売・販売：日本ビデオ販売